# Théorie synergique de l'évolution
Élaborée à la fin des années 1960 par le généticien et biologiste français d'origine roumaine Denis Buican, la théorie synergique de l'évolution propose une sélection multipolaire, qui s'exerce non seulement au niveau des traits de vie des individus (sélection phénotypique), mais aussi du génome (sélection génotypique au niveau moléculaire, indépendamment des conditions environnementales, sélection de façon négative en éliminant les génotypes incompatibles avec la vie, ou positive en favorisant les individus dont le développement se trouve plus rapide ou plus simple). 
S'inspirant de la théorie des systèmes due au mathématicien Ludwig Von Bertalanffy, ce paradigme peut être considéré comme une réactualisation de la théorie synthétique de l'évolution ou néodarwinisme, développée dans les années 1940.